# La vida sexual dels belgues
La vida sexual dels belgues (títol original: La Vie sexuelle des Belges 1950-1978) és una pel·lícula dirigida per Jan Bucquoy i produïda per Francis De Smet, estrenada l'any 1994. Ha estat doblada al català.
Va aconseguir el premi André-Cavens (Unió de la Critica de Cinema) a la millor pel·lícula belga de l'any 1994. És un film que parla de la joventut d'un escriptor que abandona el seu poble natal (Harelbeke) en la Flandes profunda per provar sort a la capital de Bèlgica, Brussel·les. Quedarà decebut tant sentimentalment com professionalment. En els seus moments de solitud, pensarà en la seva mare que el tenia tan tendrament als seus braços quan era encara un bebè...

## Argument
- Infantesa: el film parla al començament de la vida de família flamenca però després parla del petit Jan en una ciutat de província i el Jan adolescent a la recerca d'aventures sexuals: és testimoni a l'escola dels problemes del seu primer amor.[2] No serà temptat ni pel nacionalisme flamenc, ni per l'homosexualitat: això ho explica a l'escena del càmping als camps de Diksmuide amb el curt de Laurel i Hardy Cavalcada en sèrie. Allà rebutjarà els tocaments d'un company més gran, amb la torre d'IJzer al darrere que fa de símbol del Flamingantisme. Fa la seva primera conquesta amorosa en un ball de poble en el qual Will Tura canta: Ik ben zo eenzaam zonder jou (Em sento tan sol sense tu)...
- Matrimoni: troba la seva primera dona a la universitat (ULB) durant una Repartiment d'octavetes contra la guerra del Vietnam. El matrimoni aporta un fill però no la felicitat. Mentrestant, rep lliçons de marxisme de la seva amant que llegeix el Capital tot nua al seu sofà. La vida continua i el protagonista prova sort a la capital de Bèlgica als anys 1960 amb el començament de la llibertat sexual: divorci, orgies, trobades furtives, etc. Ell freqüenta el cafè d'artistes Dolle Mol però se sent cada vegada més sol.
- Retorn a la seva mare: l'àngel de la mort que apareix en la mort de la seva mare sobre el posterior fons musical del rèquiem del compositor flamenc Peter Benoit, li reclama una penitència i li reprotxa la seva obstinació pel sexe. Li revela que Mozart considerava la mort com un alliberament però li respon que en principi ha d'acabar el seu llibre. El film s'acaba amb una presa del bebè en mans de la seva mare, com a la primera escena on baixa de l'escala amb el seu bebè (una referència a Lacan i la famosa història de Sant Agustí[3] que veia el germà de llet gelós del bebè a braços de la seva mare). Se sent la cançó « Wherever you are, you will always be my Johnny Guitare » seguida per l'Himne de la Unió soviètica que porta al film següent de l'hexalogia de la vida sexual dels Belgues: Camping Cosmos.

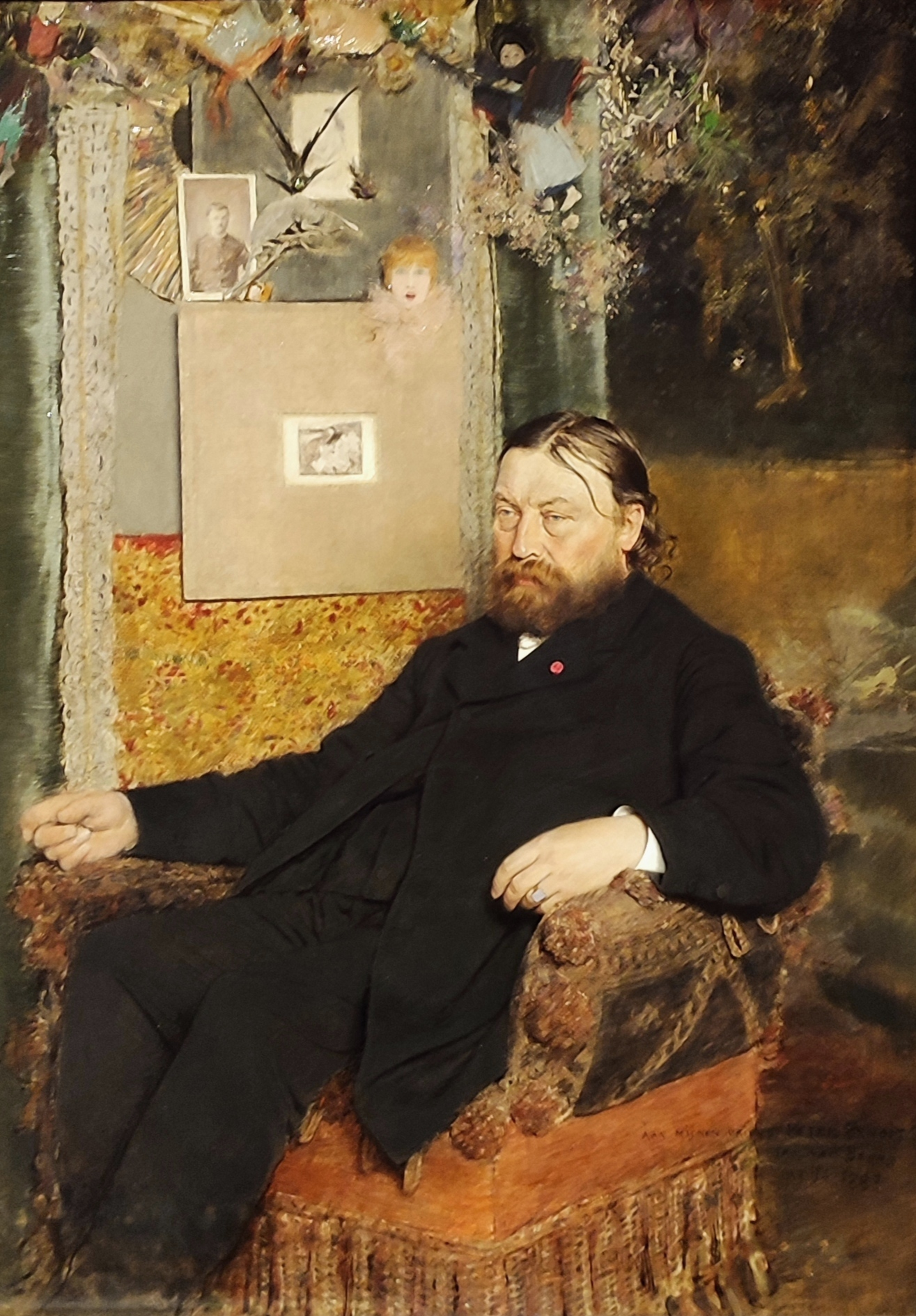
Retrat del compositor Peter Benoit nascut a Harelbeke i compositor del rèquiem que se sent a la mort de la mare del protagonista.

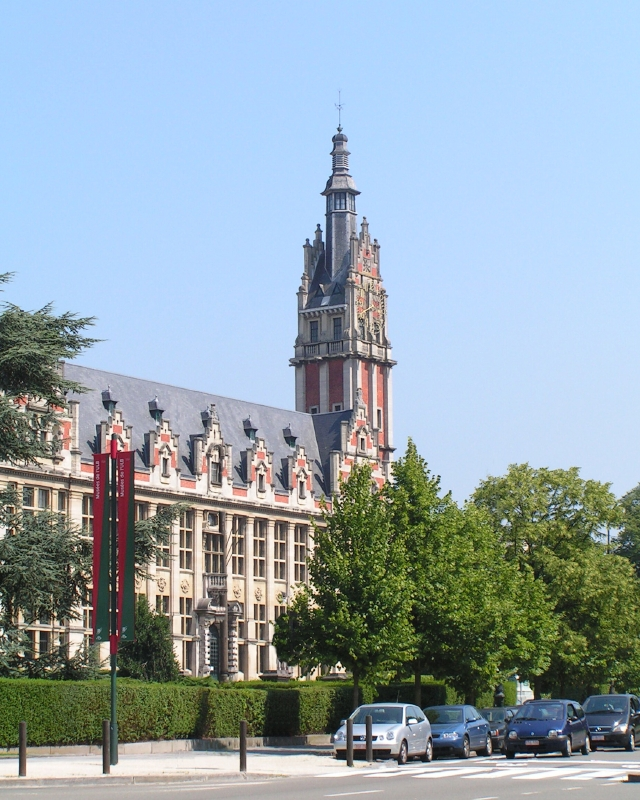
Entrada de la U.L.B.: és allà on el protagonista difondrà octavetes contra la guerra del Vietnam i on trobarà la seva promesa.

## Comentari
- Aquesta pel·lícula de culte té una veu en off, tant irònica com realista, les cabòries d'un jove escriptor que s'apropa a la vida d'una manera ingènua. Una picada d'ull a Grans Esperances de Charles Dickens o un Julien al VermEl roig i el negre de Stendhal? La història es desenvolupa en primera persona i amb la progressió d'un Bildungsroman com David Copperfield. Basat en els dibuixos escrits per Bucquoy i dibuixats per Jean-Philippe Vidon: La vida de Jean-Pierre l'heureux, Tot va bé. La veu en off dona un sentiment de Stream of Consiouscness i escampa els estats d'ànim del protagonista.
- Primera part de la trilogia La Vida sexual dels Belgues seguida per la segona part: Camping Cosmos. La Vida sexual dels Belgues 1950-78 és un film qui marca un període de postguerra[4] on un optimisme càlid dominava Bèlgica. Aquest optimisme quedarà contrariat després als films Camping Cosmos i Clausura de la fàbrica Renault a Vilvoorde.
- La vida sexual és de fet una metonímia[5] de la vida sentimental. La crònica 1950-1978, mencionada al títol del film, parla sobretot de la infantesa i de la vida d'un jove que fuig del seu Flandes per començar la seva carrera a la capital belga. "Belgues" és un recurs literari de taxonomia com si "la vida sexual dels Belgues" fos diferent dels altres pobles. Es tracta bé de "vida sexual" i no de sexualitat. El cartell del film representa els nous casats com una parella clàssica dels anys cinquanta a Bèlgica. La paraula "sexual" amaga les paraules "política", "art", "desig", "comunicació".
- Aquest primer film mostra 28 anys de la vida d'un home qui prova de trobar la millor resposta a la sola qüestió filosòfica verdaderament important, com l'autor Albert Camus ha escrit (en particular al Mite de Sísif): la vida val la pena d'haver-la viscut ?

## Comparació amb altres films
- Amb picades d'ull als films de Godard: Masculin, féminin (1966), per exemple a l'escena dels dos enamorats al cafè: la dona que menja una poma (símbol d'Eva al paradís, malum en llatí és un homònim de poma i del mal), i a La Chinoise (1967) amb l'escena del repartiment de fulletons a la seva futura dona a la ULB. El film fa pensar a Fellini 8 ½ (1963) de Fellini per la seva introspecció, la seva fantasia autoridícula i les seves imatges del passat i de la joventut així com a Amarcord (1973) del mateix director.[6]
- La referència al film Les Quatre Cents Coups és evident si se sap que Bucquoy ha estat monitor de menors sota control de la justícia.[7] La diferència és que Truffaut ha necessitat la sèrie de cinc films del cicle Antoine Doinel per arribar al divorci, i per contra Bucquoy, és al mig de la vida sexual dels Belgues 1950-78. Té doncs el temps de desenvolupar el costat provocador-anarquista als films següents: Camping Cosmos com animador cultural en una platja belga a Westende i a Clausura de la fàbrica Renault a Vilvoorde. Por del director, que en el moment de l'estrena del film s'apropava a la cinquantena, de no acabar el seu projecte de la trilogia? Finalment el film fa pensar a La mamà i la putain pel joc de les parelles i els diàlegs subversius.[7]
- Com a Mon oncle d'Amérique, La vida sexual dels Belgues es desenvolupa permanentment sobre tres nivells: la història contada, les representacions mentals dels protagonistes influïts pel cinema i pels seus records propis, i les imatges d'experiències dels protagonistes no tenint relació evident, però que esdevenen aclaridores o són simplement absurdes.

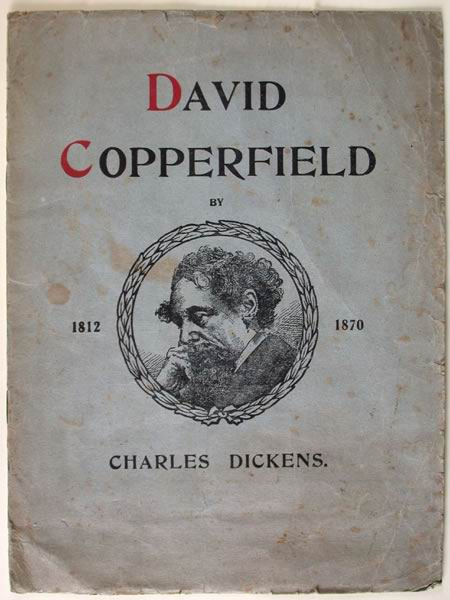
La novel·la que ha influït el guionista.

## Critiques i acollida
Rep el premi André-Cavens de la Unió de la critica de cinema (UCC) l'any 1994. El film va ser bé acollit per la critica i el públic d'aficionats de cinema d'autor. Ha venut a setze país entra altres el Regne Unit i al circuit d'art cinema de Nova York.

## Repartiment
- Jean-Henri Compère: Jan adolescent
- Noé Francq: El petit Gen
- Isabelle Legros: La mare del petit Gen
- Jacques Druaux: El pare
- Sophie Schneider: Thérèse, la seva primera dona
- Sabrina Leurquin: Adjani
- Morgan Marinne: El nen
- Noël Godin: Pierre Mertens
- Jan Bucquoy: El poeta dada.